# Atrax robustus
Atrax robustus är en spindelart som beskrevs av O. Pickard-Cambridge 1877. Atrax robustus ingår i släktet Atrax och familjen Hexathelidae.
Artens utbredningsområde är New South Wales. Inga underarter finns listade. På svenska kallas den också trattminörspindel, efter det engelska namnet, Sydney funnel-web spider. Namnet kommer av att spindelns nät är trattformat. Spindeln har ett gift som är dödligt. Efter att ett antiserum utvecklades 1981 har det inte rapporterats några dödsfall i Sydneyområdet.

## Bildgalleri

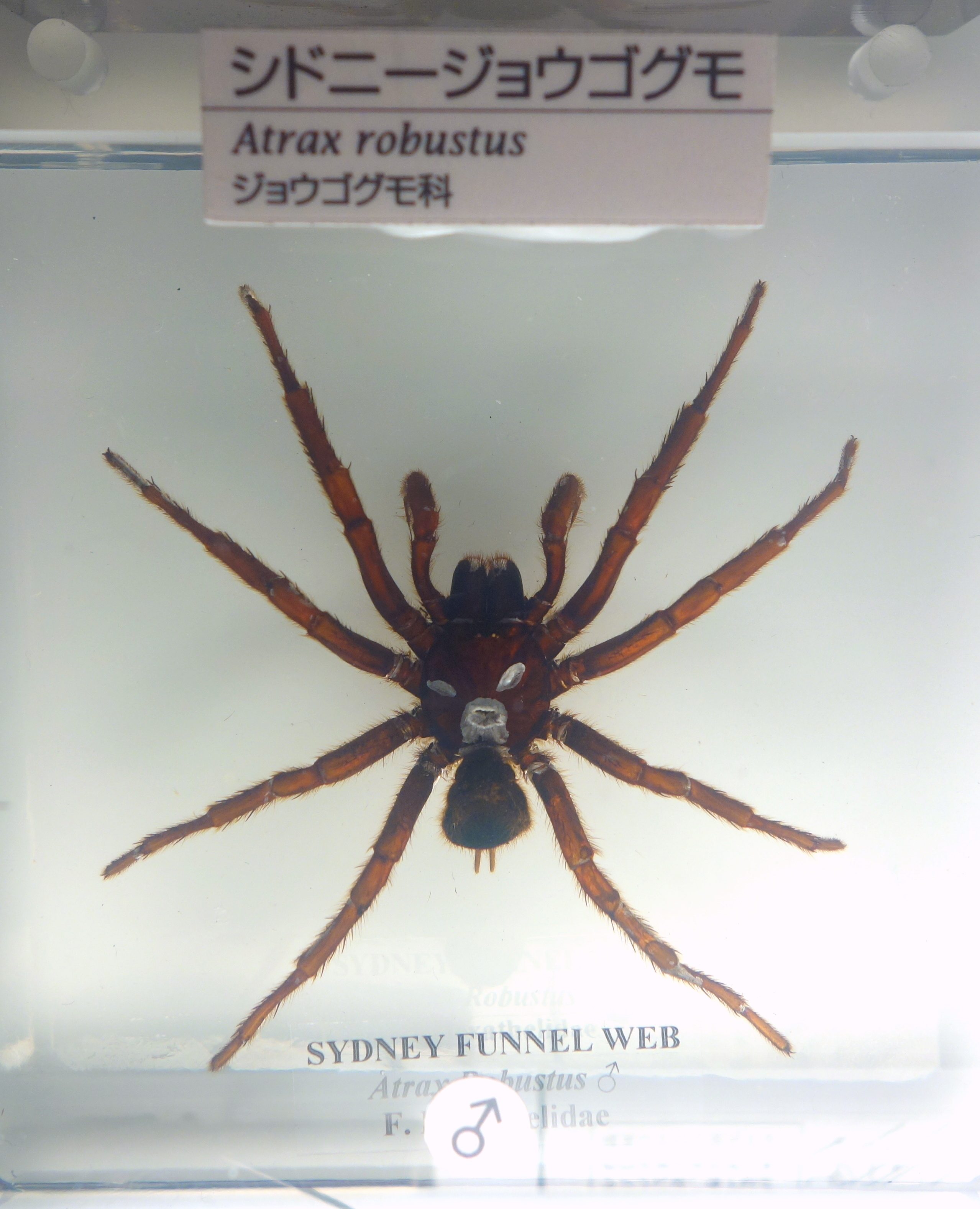
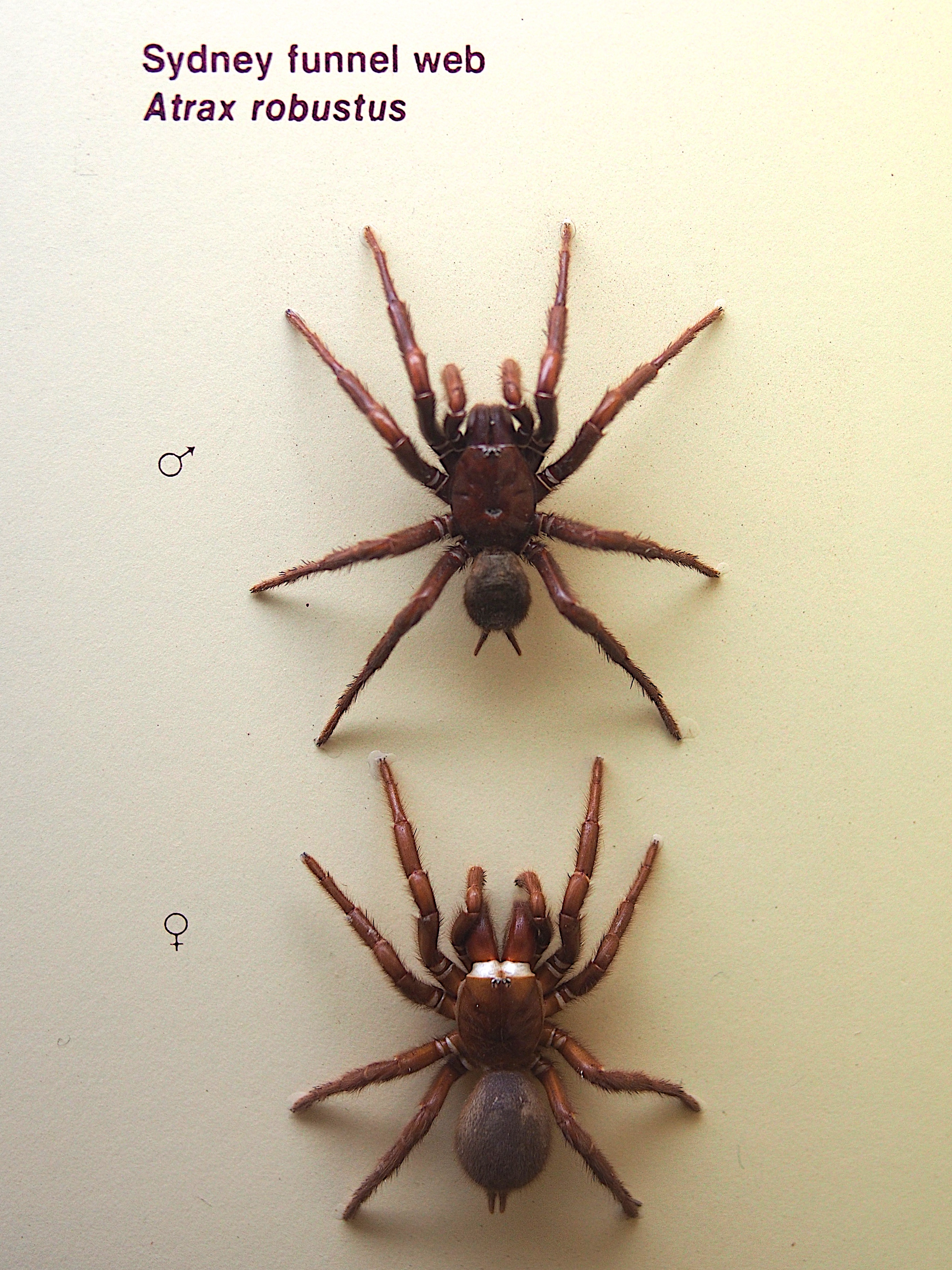
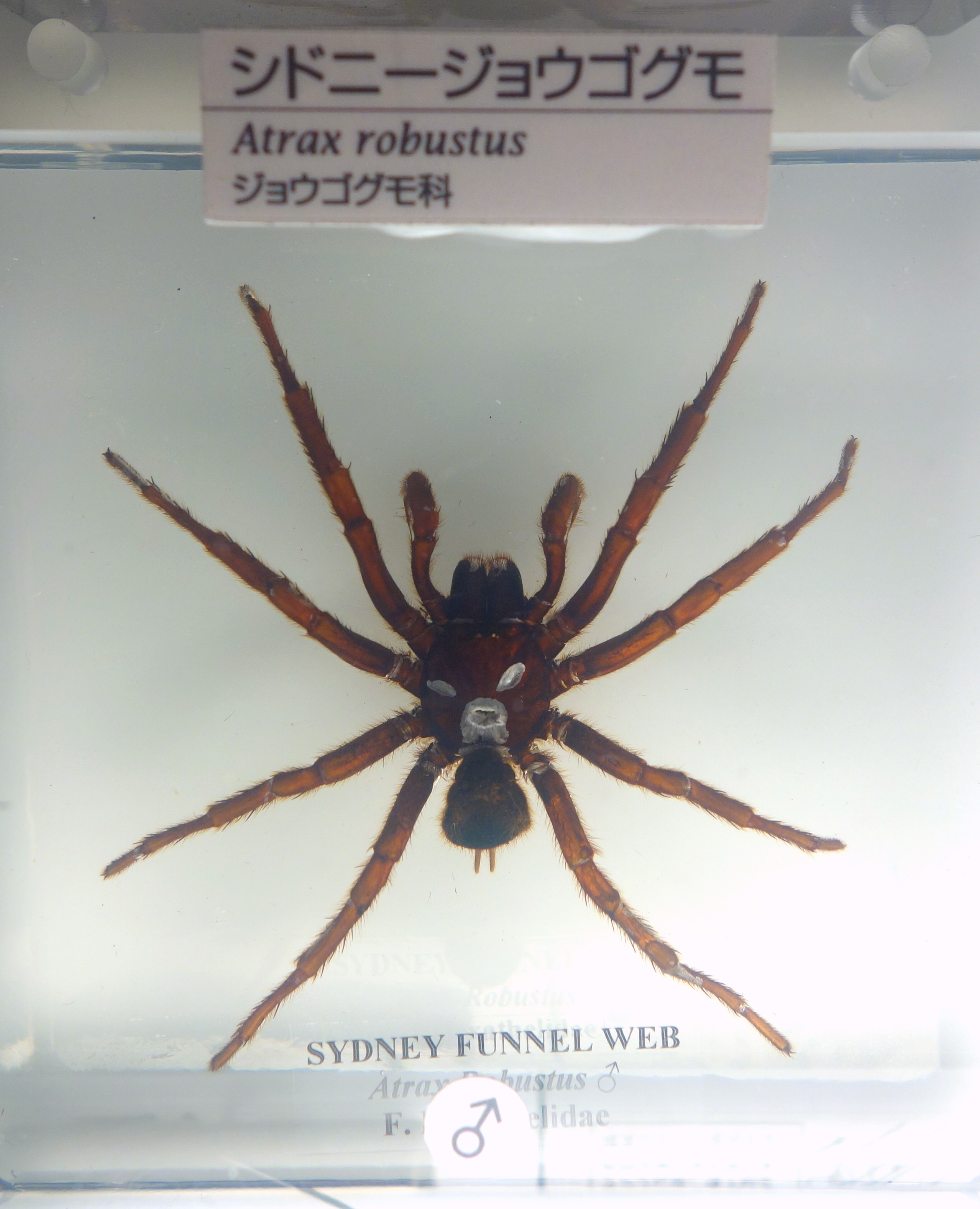
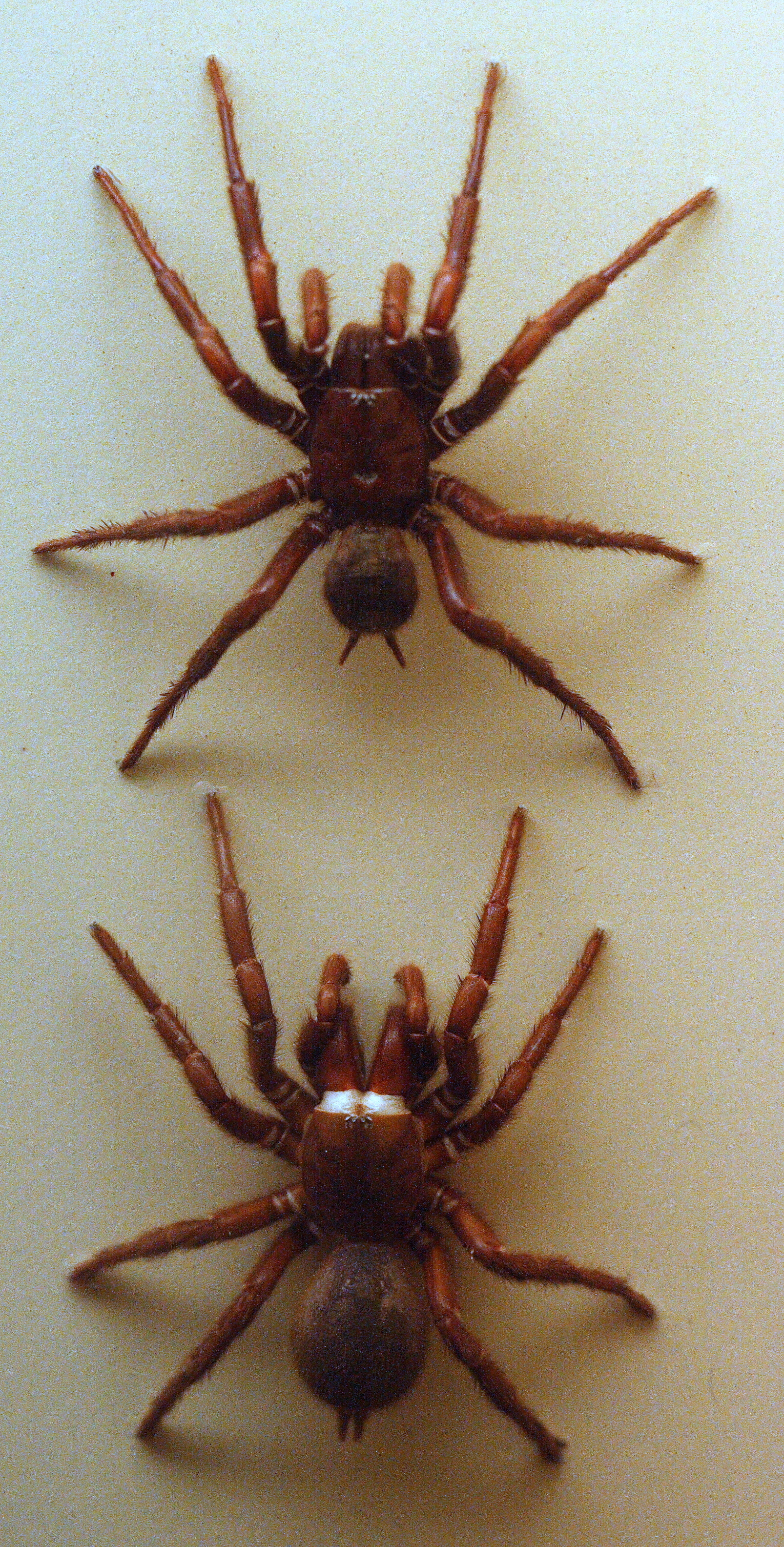
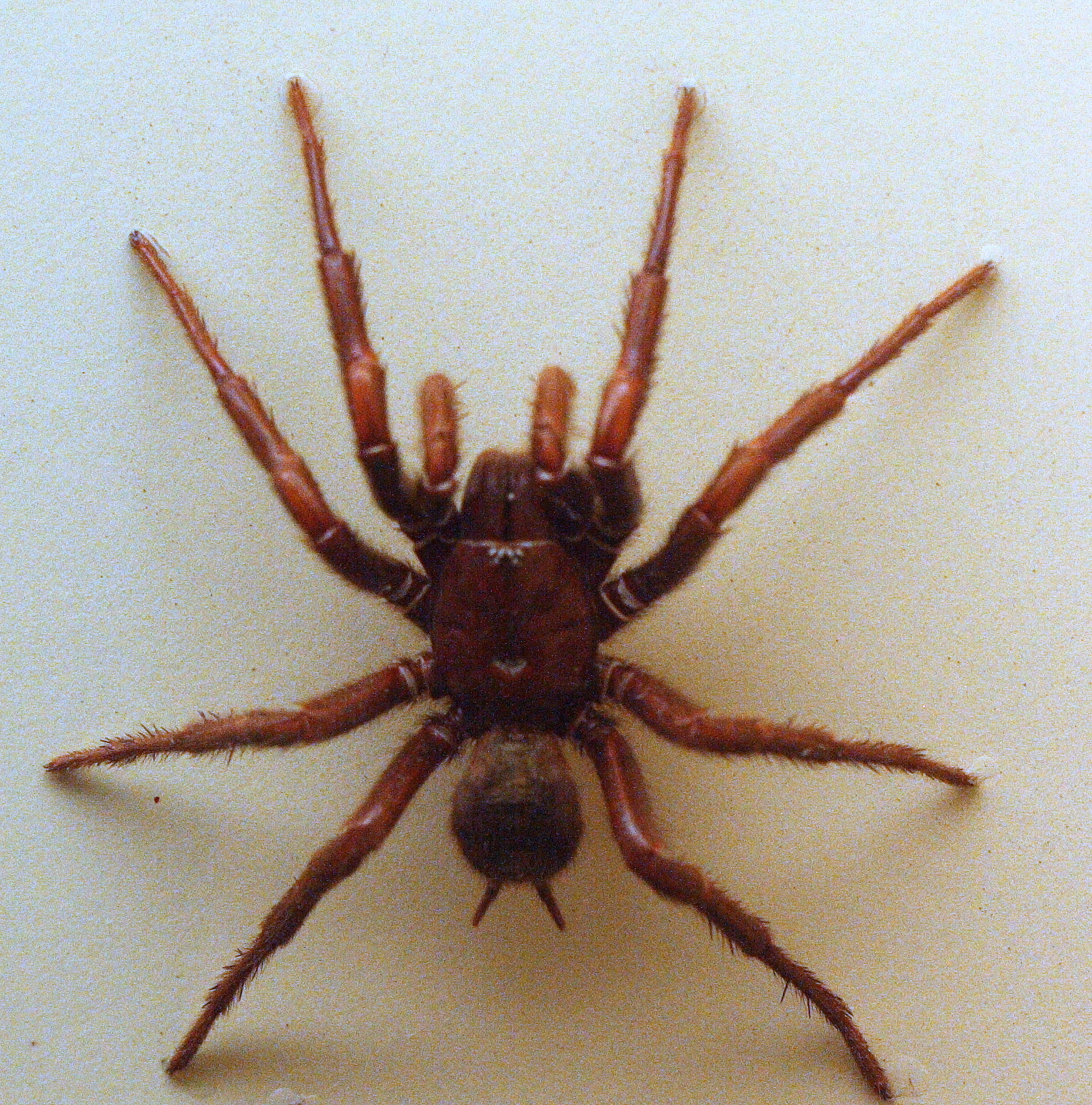
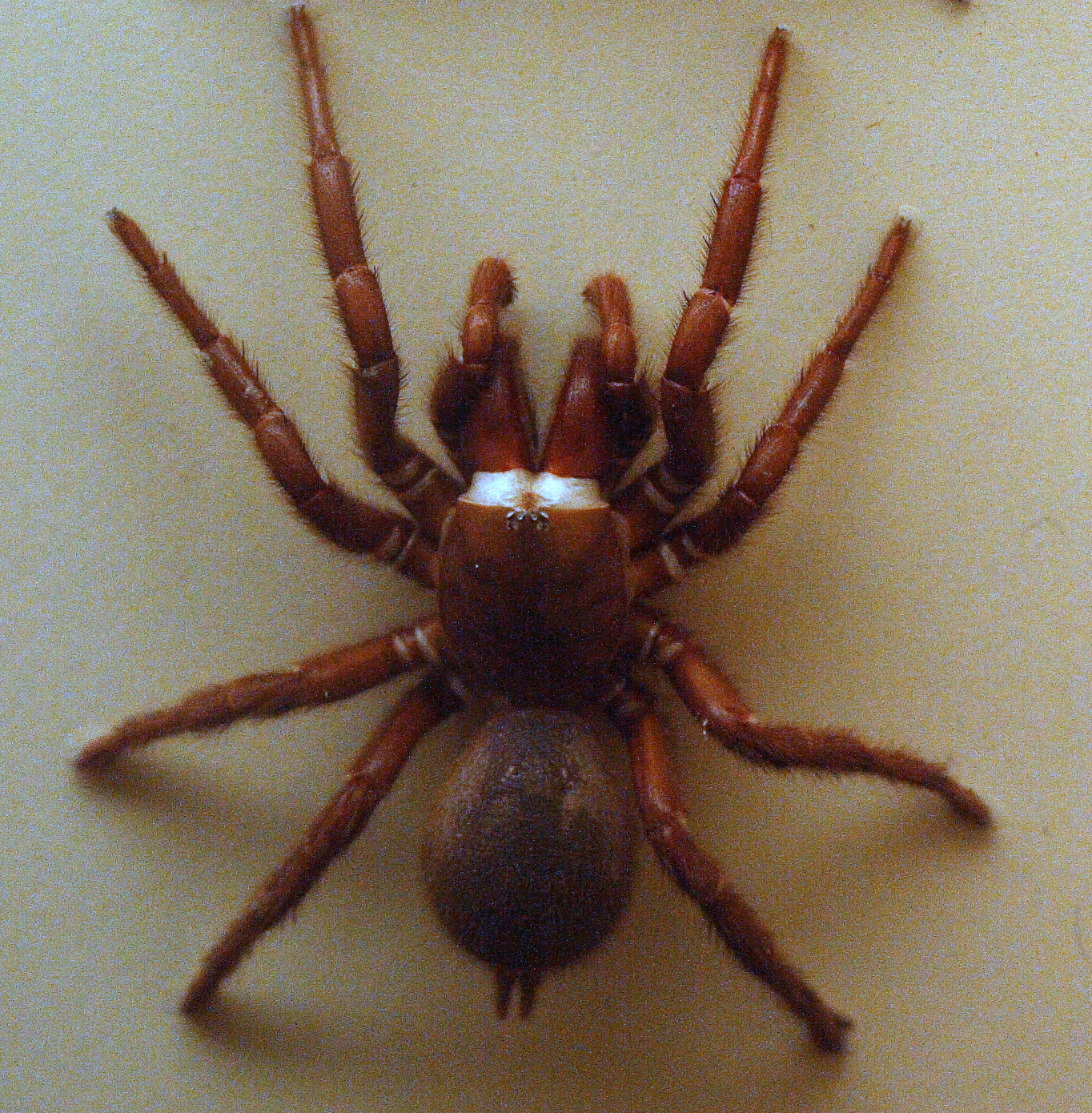